# Corvospongilla ultima
Corvospongilla ultima är en svampdjursart som först beskrevs av Annandale 1910.  Corvospongilla ultima ingår i släktet Corvospongilla och familjen Spongillidae. Inga underarter finns listade i Catalogue of Life.